# 三國志13
『三國志13』（さんごくしサーティーン）は、コーエーテクモゲームスより2016年1月28日に発売された歴史シミュレーションゲーム。『三國志シリーズ』の第13作。

## 概要
「三國志シリーズ」の30周年記念作品。前作同様のWindows版、PlayStation 3版に加え、シリーズ初のPlayStation 4版とXbox One版が同時発売された。当初はシリーズ30周年にあたる2015年12月10日に発売予定であったが、延期された。
ゲームコンセプトは「人間ドラマ」「スペクタクル」「ダイナミズム」。人間ドラマを重視した本作では『三國志X』以来となる全武将プレイが可能になっている。マップはフル3Dとなっており、シームレスで都市の内部まで拡大可能。
キャラクターグラフィックは特定の武将に内政時と戦闘時で異なるイラストが用意されている。横山光輝の漫画『三国志』や中国のドラマ『三国志 Three Kingdoms』との共同企画で、各作品に登場した武将の画像を配信している。
雑誌『ファミ通』のクロスレビューでは、合計36点（40点満点）でプラチナ殿堂入りした。

## 音楽
主題歌は吉川晃司の「Dance To The Future」でエンディングテーマとして使用される。ゲームの発売日と同じ2016年1月28日よりレコチョク、iTunes Storeにて配信開始。ジャケットイラストは『三國志13』の武将風の吉川晃司が描かれる。
レコチョク限定特典として、『三國志13』で使用できる武将「吉川晃司」のダウンロード用シリアルコードが期間限定で配布された（特典対象はスマートフォン、パソコン購入時のみで、フィーチャーフォン、ニンテンドー3DSでの購入は対象外）。

## 声の出演
- 曹操（声：井上和彦）
- 諸葛亮（声：堀内賢雄）
- 孫策（声：星野貴紀）
- 周瑜（声：山中真尋）
- 呂玲綺（声：長尾明希）
- 益山武明
- 大羽武士
- 藤原貴弘
- 藤井啓輔
- 遠藤大智
- 高口公介
- 赤城進
- 長谷川敦央
- 林和良
- 末柄里恵

## シナリオ
基本シナリオ
1. 184年2月 黄巾の乱
2. 190年1月 反董卓連合
3. 195年1月 群雄割拠
4. 200年2月 官渡の戦い
5. 207年9月 三顧の礼
6. 214年6月 益州平定

追加シナリオ
1. 252年 1月 英雄十三傑
2. 198年 1月 呂布討伐戦
3. 208年 8月 赤壁の戦い

## パワーアップキット
2017年2月16日に新要素を追加した『パワーアップキット』が発売された。ラインナップは『三國志13』所持者向けの『三國志13 パワーアップキット』単体と、非所持者向けの『三國志13 with パワーアップキット』の2種類。PK単体版はWindows版はパッケージ・ダウンロードの両方が発売されるが、PlayStation 4・PlayStation 3・Xbox Oneの単体版はダウンロード販売のみとなる。

### パワーアップキットのシナリオ
基本シナリオ
1. 195年 7月 小覇王勇躍
2. 208年 8月 華容道の変（仮想）・・・曹操が赤壁で敗れ、戦死していたら…という設定の仮想シナリオ。
3. 211年 7月 潼関の戦い
4. 227年 1月 出師の表

追加シナリオ
1. 223年 6月 五路侵攻
2. 253年 1月 姜維北伐（仮想）・・・姜維の北伐に呼応して魏で内紛が起こったら…という設定の仮想シナリオ。
3. 199年 1月 四夷六国（仮想）・・・6つの異民族が中国に侵攻し、劉備がこれに対抗するという設定の仮想シナリオ。